# Galerie Schüler
Die Galerie Schüler, auch Galerie Walter Schüler oder „Kleine Galerie“ Walter Schüler, war neben den Galerien Rosen (gegr. 1945), Bremer (gegr. 1946), Franz (gegr. 1946) und Springer (gegr. 1948) eine der ersten namhaften Galerien für zeitgenössische und abstrakte Kunst im Berlin der Nachkriegszeit. Sie wurde 1946 von Walter und Irene Schüler gegründet und lieferte einen wesentlichen Beitrag zur Wiederbelebung des Berliner Kunstlebens nach dem Zweiten Weltkrieg. Die Galerie existierte bis 1988.

## Geschichte

### Gründung und erste Jahre
Walter Schüler (* 17. März 1908 in Stolp/Pommern; † 24. Juli 1992 in Berlin) stammte aus einer alten jüdischen Kürschner- und Pelzhandelsfamilie, in der er eine kaufmännische Ausbildung begann. Die Zeit des Nationalsozialismus überlebte er mit Hilfe von Freunden als „Herr Schiller“ getarnt und arbeitete zeitweise als Tanzlehrer. 1945 heiratete er Irene Schüler und gründete die „Kleine Galerie“, die in den Anfangsjahren im privaten Rahmen in Berlin-Zehlendorf geführt wurde.
Die Eröffnungsausstellung fand am 1. August 1946 am Teltower Damm 70 mit Arbeiten von Ilse Bergmann-Rotzoll, Walter Bergmann und Renée Sintenis statt. Einer der ersten Erfolge wurde 1947 eine Ausstellung mit Arbeiten von Franz Marc, August Macke und Paul Adolf Seehaus. Zum einjährigen Bestehen der Galerie erschien ein Katalog mit dem Titel „Ausschnitt“ sowie Kataloge über Oskar und Marg Moll und Christian Rohlfs. Zum Freundeskreis der Galerie zählten der Kunstkritiker Carl Linfert (Der Kurier), der Kunsthistoriker Gerhard Händler und Karl Willy Beer sowie die in Berlin lebenden Kunstsammler Max Leon Flemming, Gustav Stein und Markus Kruss. Zunächst auf die Klassische Moderne ausgerichtet mit Ausstellungen über Alexej von Jawlensky, Karl Schmidt-Rottluff, Christian Rohlfs und Horst Strempel, widmete sich Schüler bald dem Tachismus und dem Informel, das in Deutschland nur noch von der Galerie 22 in Düsseldorf und von der Zimmer Galerie Franck in Frankfurt am Main ausgestellt wurde.

### Umzug auf den Kurfürstendamm
Ende 1950 bezog die Galerie neue Räume in der dritten Etage der Hausnummer 51 am Kurfürstendamm, wo sie weitere 38 Jahre bis zur Schließung betrieben wurde. Die erste Ausstellung zeigte Arbeiten von Ewald Mataré. Schüler führte ein Abonnementsystem ein, das auf günstigen Abzahlungsbedingungen und einem Umtauschsystem (drei Gemälde mitnehmen, eines bezahlen, zwei zurückgeben bei ständigem Umtauschrecht) beruhte und zog auf diese Weise eine neue, junge Sammlergeneration heran.
Kurz vor seinem 80. Geburtstag stellte Walter Schüler seine Galerietätigkeit im Februar 1988 ein. Er und seine Frau Irene Schüler verstarben im Juli 1992 in Berlin. Ihre letzte Ruhestätte fanden sie auf dem neuen Amrumer Friedhof. Der Nachlass der Galerie befindet sich bei dem Neffen, dem Galeristen Michael Jaspers, in München und im Zentralarchiv des internationalen Kunsthandels (ZADIK).

## Ausstellungen ab 1951 (Auswahl)
1951
- Januar: Karl Schmidt-Rottluff
- Mai: Theodor Werner, Lyonel Feininger
- August: Hans Jaenisch
- September: Brigitte Meyer-Denninghoff
- Oktober: Fritz Winter

1952
- Januar: Edith Rowek, Helmut Verch
- Juli: Anton Kerschbauer, Otto Hofmann
- Oktober: Ludwig Peter Kowalski

1953
- Januar: Joachim Kurscht
- Februar: Karl-Schmidt-Rottluff
- April: Hans Jaenisch
- September: Fritz Winter

1954
- Januar: Hahn, Lympasik, Schad
- März: Paul Klee
- April: P. Hegenbarth
- September: Gerhard Fietz

1955
- Januar: Florian Breuer, Hans Stöhr
- März: Werner Scholz
- September: Otto Hoffmann
- Oktober: Fred Thieler

1956
- Januar: Fritz Winter
- Februar: Rupprecht Geiger
- März: Heinrich Graf Luckner
- April: Georg Frietzsche
- Mai: Karl F. Brust
- September: Hans Jaenisch

1957
- Januar: Gerhard Hoehme, Bernard Schultze
- März: Eduard Bargheer
- August: Otto Herbert Hajek, Winfried Gaul
- Oktober: Gerhard Fietz

1958
- Januar: Max Kaus
- Mai: Emil Schumacher
- Oktober: Fred Thieler

1959
- Februar: Hann Trier
- März: Alfred Partikel
- April: Emil Schumacher
- August: Ludwig Peter Kowalski

1960
- Januar: Mac Zimmermann
- Februar: Rudolf Englert, Fritz Winter
- März: Gerhard Hoehme
- April: Mario Bionda

1961
- Februar: Bernard Schultze
- März: Hann Trier
- April: Dieter Kraemer
- September: Fritz Winter

1962
- Januar: Werner Lauterbach
- März: Rupprecht Geiger
- April: Mario Bionda
- Juni: Walter Stöhrer

1963
- Januar: R. Mauke
- Februar: Alexander Camaro
- April: Peter Brüning
- Juni: Heinz Trökes
- September: Bernard Schultze

1964
- Januar: Carl-Heinz Kliemann
- Februar: Peter Brüning
- März: Fred Thieler
- April: Walter Stöhrer
- November: Ursula Schultze-Bluhm

1965
- Januar: Al Copley
- März: Markus Prachensky
- April: R. Bremer
- Juni: Walter Stöhrer, Heinrich Brummack
- September: Hans Uhlmann
- November: Heinz Trökes

1966
- Februar: Hans Jaenisch
- März: Walter Stöhrer, Heinrich Brummack
- Juni: Peter Brüning
- Oktober: Emil Schumacher, 20 Jahre Galerie Schüler

1967
- Januar: Max G. Kaminski
- Februar: Gernot Bubenik
- April: Rudolf Hübler
- Juni: Alexej J. Barchlakow
- Oktober: Walter Menne

1968
- Januar: Heinrich Brummack
- März: Walter Stöhrer
- April: Cambiage
- September: Fritz Winter

1969
- Januar: Hann Trier
- Februar: Klaus Fußmann
- April: Paul Uwe Dreyer
- Mai: Max Kaminski
- Juni: Gerd van Dülmen

1970
- Januar: Willi Schmidt, Arbeiten für die Bühne
- März: Georg Karl Pfahler
- September: Jobst Meyer

1971
- Januar: Walter Stöhrer
- März: Hann Trier
- September: Fritz Winter
- Oktober: Paul Uwe Dreyer

1972
- März: Max Kaminski
- April: Gerd van Dülmen
- Mai: Peter Grämer

1973
- Januar: Tachismus 1955–1962
- Juni: Fred Thieler
- November: H. Kirschner

1974
- Februar: Klaus Jürgen-Fischer
- März: Paul Uwe Dreyer
- September: Gerd van Dülmen
- November: Max Kaminski

1975
- Januar: Harry Kögler
- September: Ursula und Bernard Schultze

1976
- Januar: Peter Grämer, Gerald Matzner
- März: Fred Thieler
- Dezember: Matschinsky-Denninghoff

1977
- März: Hann Trier, Feuer und Wind
- September: Hans Jaenisch
- November: Klaus Fußmann

1978
- Januar: Künstlerkreis der Galerie, Frühe Arbeiten
- September: Fred Thieler

1979
- Januar: Fritz Winter
- September: Fred Thieler, Gerald Matzner
- November: Matschinsky-Denninghoff

1980
- Januar: Gerd van Dülmen
- März: Klaus Fußmann
- Dezember: Fußmann, Kaminsky, Thieler, Matschinsky-Denninghoff

1981
- Januar: Paul Quick
- März: Bernard Schultze
- Oktober: Laszlo Lakner

1982
- Januar: Reinhard Dickel
- Oktober: Max Neumann, Axel Sander

1983
- Februar: Fußmann, Schultze, Thieler
- Dezember: Bernard Schultze

1984
- Februar: Gerald Matzner
- Oktober: Fred Thieler
- November: Otto Herbert Hajek

1985
- März: Sabine Franek-Koch, Sander, Freudenthal
- November: Bernard Schultze, Zum 70. Geburtstag

1986
- Februar: Fußmann, Kaminsky
- März: Dan Freudenthal
- November: Hermann Krauth

1987
- April: Freudenthal, Krauth, Lazlo Lakner
- Oktober: Dan Freudenthal

1988
- Januar/Februar: Fußmann, Neumann, Sonderborg, Thieler, Schultze, Hoehme, Kürschner, Matzner, Prachensky

## Publikationen (Auswahl)
- Der Ausschnitt. Katalog zum einjährigen Bestehen der Galerie, Berlin 1947.
- Oskar und Marg Moll. Ausstellung Mai–Juni 1947, Berlin, 1947.
- Christian Rohlfs. Ausstellung September / Oktober 1947. Mit einer Einleitung von Edwin Redslob, Berlin 1947.
- Winfred Gaul, Otto Herbert Hajek. Ausstellungskatalog, mit einem Klappentext von Will Grohmann, Berlin 1957.
- Klaus Fußmann. Ausstellungskatalog, mit Texten von Hermann Wiesler und Martin Sperlich, Berlin 1969.
- Klaus Fußmann, Zeichnungen 1968–1986. Katalog zur Ausstellung im Februar 1987, mit einer Einführung von Jürgen Liermann.
- Martin und Brigitte Matschinsky-Denninghoff, Neue Arbeiten. Katalog zur Ausstellung vom 6. November–22. Dezember 1979, Berlin 1979.